# 요시다 아이리
요시다 아이리(吉田愛理, 1973년 1월 17일 ~ )는 일본의 여성성우. 나가사키현 출신.

## 출연작품

### TV 애니메이션
1997년
- 마스터 키튼'99 (에리)

2008년
- 연희무쌍 (하후연)

### 게임
1996년
- 트루 러브 스토리 (미즈타니 유리카)

1997년
- 두근두근 프리티 리그 (쿠마노 아이코, 산죠 나미카)

1998년
- 별의 언덕 학원 이야기 학원제 (코이즈미 레이코, 시라카와 요메나)

2002년
- 퍼스트Kiss☆이야기II ~당신이 있기 때문에~ (히시무라 나나미)

2003년
- 손바닥을, 태양에 (사쿠라 미노루) : 키사라기 아오이 (如月葵) 명의
- 치한자 토마스 (타케우치 야요이) : 키사라기 아오이 (如月葵) 명의
- Clover Heart's (나구모 이츠키) : 키사라기 아오이 (如月葵) 명의
- 영원의 아세리아 (나나루 레드스피릿, 하리온 그린스피릿)

2004년
- 마마러브 (쿠와바라 리에) : 키사라기 아오이 (如月葵) 명의

2005년
- 절대 복종 명령 (아넬 메첼더) : 키사라기 아오이 (如月葵) 명의
- 스쿨 페스터 (쿠로사키 유우) : 키사라기 아오이 (如月葵) 명의

2006년
- I/O (아마네 야요이) 2006年1月26日
- 둘이서 하나의 연심 (노노미야 치하야) : 키사라기 아오이 (如月葵) 명의
- 요츠노하 PC판 (스즈키 쿠미코) : 키사라기 아오이 (如月葵) 명의
- 러브☆돌 ~Love Drops~ (마시바 미코토)
- 스피탄 (나나루 R 란스폴트, 하리온 G 란스폴트) : 키사라기 아오이 (如月葵) 명의
- Triptych (나츠키) : 키사라기 아오이 (如月葵) 명의
- PRINCESS WALTZ (에이프릴, 니시모토 유우키) : 키사라기 아오이 (如月葵) 명의
- 히다마리 (히지리카와 사요코) : 키사라기 아오이 (如月葵) 명의
- 아득히 우러러본, 아름다운 (유우키 치토세, 리 옌레이) : 키사라기 아오이 (如月葵) 명의
- Under The Moon (고양이 카일)
- 오키츠네 Summer ~여름 합숙·여자 아이와 함께~ (쿠스노키 카요) : 키사라기 아오이 (如月葵) 명의

2007년
- 연희무쌍 ~두근☆소녀들의 삼국지 연의~ (하후연) : 키사라기 아오이 (如月葵) 명의
- 러브☆돌 ~Love☆Drops~ (마시바 미코토)
- 사랑하는 소녀와 수호의 방패 PC판 (호무라 유리) : 키사라기 아오이 (如月葵) 명의
- 무지개빛 알케 귤 Magic of alchemy (마유즈미 토모코) : 키사라기 아오이 (如月葵) 명의
- 세상에서 가장 NG한 사랑 (하세가와 린코) : 키사라기 아오이 (如月葵) 명의
- 연인끼리 하는 일 전부 (소노오 쿠우) : 키사라기 아오이 (如月葵) 명의

2008년
- 모두의 노래 ~Everyone’s song~ (밀크) : 키사라기 아오이 (如月葵) 명의
- 심술궂은 My Master (나탈리)
- 사랑하는 소녀와 수호의 방패 -The shield of AIGIS- PS2판 (호무라 유리)